# Inal-Kuba
Inal-Kuba (en georgiano: ინალ-ყუბა; en abjasio: Инал-ҟуба) es una montaña sagrada de 1290 metros de altitud en la parcialmente reconocida República de Abjasia, parte del distrito de Sujumi, aunque de iure pertenece al municipio de Sojumi de la República Autónoma de Abjasia de Georgia.
La montaña sagradaes uno de los Siete santuarios del pueblo abjasio. El monte Inal-Kuba está asociado con Psju-nyja, que es una roca en forma de cono. Aquí está prohibido cazar y hacer ruido, se hacen oraciones con sacrificios y juramentos de purificación en el neopaganismo abjasio. Se considera el santuario más antiguo de Abjasia.

## Geografía
Inal-Kuba está a 5 km del pueblo de Psju en la región montañosa de Psju, en el tramo superior del río Bzipi. 

## Historia
Los asentamientos más antiguos de los abjasios eran en su mayoría asentamientos tribales. Y casi todos los asentamientos tenían su propia deidad patrona del clan, en cuyo honor se realizaban rituales de oración y sacrificio. Los cultos tribales de los abjasios a menudo se entrelazan con los cultos de los patrones locales. El papel especial de estos patrones locales es uno de los rasgos característicos de las creencias abjasias. Con el tiempo, el clan cubierto de maleza se separó y la parte separada se mudó a un nuevo lugar, lo que condujo a la separación del santuario tribal de la "acción" y su "reasentamiento". Por lo tanto, algunas deidades locales recibieron reconocimiento en áreas vecinas. Los santuarios de familias fuertes e influyentes podían adquirir el carácter de santuarios nacionales y, en ocasiones, se hicieron famosos y populares en toda Abjasia. Inal-Kuba (Nal-Kuba) ya existía en la era precristiana. 
La mayoría de los lugareños lo llaman "Nal-Kuba" y el nombre está asociado con el área cercana al pueblo de Psju, y ese Nal-Kuba se conocía como "Psju-nyja". Muchos investigadores relacionan el nombre Inal-Kuba con algún ancestro mítico de los adigués y abjasios conocido como el Principe Inal y lo traducen como "tumba de Inal". El científico y personaje público kabardiano Shora bek-Murzovich Nogmov (1794-1844) consideró a Inal-Kuba como la tumba del antepasado de los príncipes kabardianos. 